# Zăpor

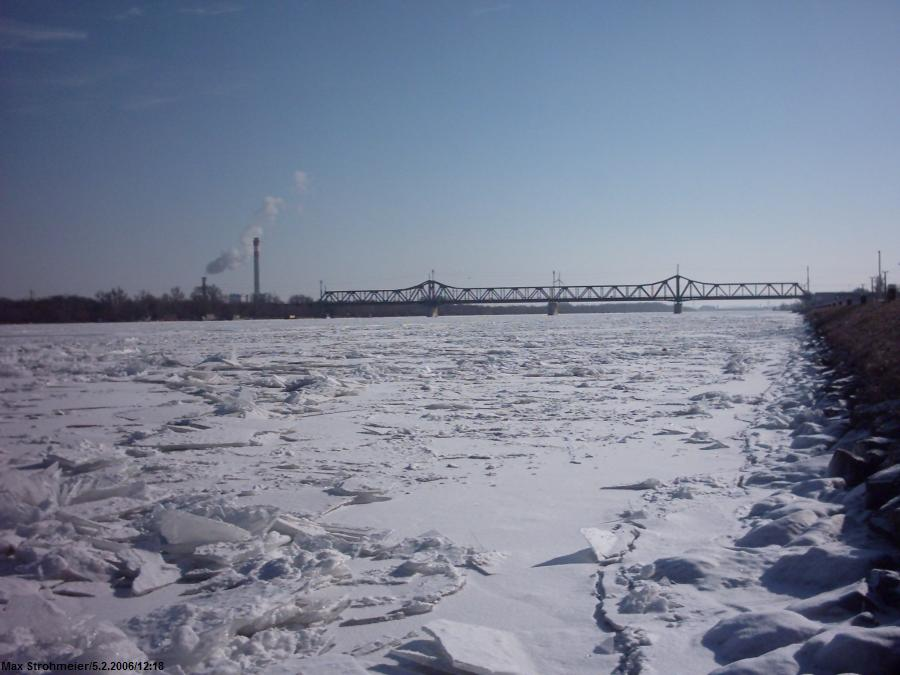
Zăpor pe Dunăre în Viena,
februarie 2006

Zăporul este o stavilă naturală formată din sloiuri de gheață antrenate și blocate în zonele de curbură, în zonele strangulate ale cursului de apă sau în zonele împădurite ale albiei majore. Formarea zăporului conduce la crearea unor baraje provizorii, care în timpul apelor mari favorizează creșterea nivelelor în amonte și deversarea liniilor de apărare (digurile). Prevenirea deversărilor peste coronamentul digurilor se realizează prin executarea unor culoare de scurgere dinspre albia minoră sau prin spargerea zăporului cu ajutorul explozivilor degajând zonele de blocaj.